# Panthia
Panthia est une sorcière, un des personnages du roman d'Apulée, Métamorphoses.

## Étymologie
Son nom est composé du grec ancien pan qui signifie tout et de thia qui est en relation avec le mot théos, qui signifie dieu. Il s'agit peut-être en l'occurrence d'annoncer la puissance divine du personnage, un pouvoir multiple ou au-dessus des dieux.

## Apparition dans le roman

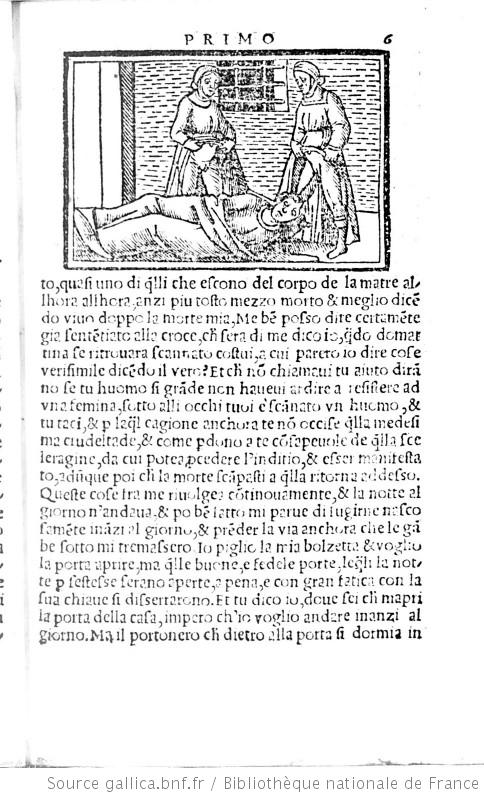
Panthia et sa soeur Meroė urinant sur Aristomène. Illustration tirée de l'Apuleo vulgare dell'Asino d'oro, auteur anonyme. Auteur du texte : Apulée (0125-0180?). Éditeur : Nicolo di Aristotile (Venise), 1537. gravure sur bois : N. et b. ; 13 x 8,3 cm. domaine public. Identifiant : ark:/12148/btv1b22000114. Source : Bibliothèque nationale de France. http://catalogue.bnf.fr/ark:/12148/cb38497911v Provenance : bnf.frDate de mise en ligne : 15/10/2007

Elle apparaît au cours du livre I. Lucius, le personnage principal dont le roman relate les aventures, se rend pour affaire en Thessalie, au nord de la Grèce. Pendant son voyage, il rencontre un certain Aristomène qui lui raconte la mésaventure qu'il a vécue avec son ami Socrate.

## Portrait
Elle est la sœur de Méroé. Elle est thessalienne. Elle est âgée comme sa sœur.
Elle se montre cruelle et souhaite déchiqueter Aristomène à la façon d'une bacchante ou bien le châtrer pour venger sa sœur que Socrate essaie de fuir avec l'aide d'Aristomène.
Elle se montre grossière en urinant avec sa sœur sur Aristomène: jambe de çà, jambe de là, les voilà qui s'accroupissent sur moi l'une après l'autre, et, lâchant leurs écluses, m'arrosent à l'envi d'une eau qui n'était pas de senteur. (Traduction Désiré Nisard, 1860.)

## Pouvoirs
Panthia peut entrer dans une maison fermée en forçant les portes, et ferme magiquement la blessure pourtant mortelle de Socrate que Méroé lui a faite au cou.

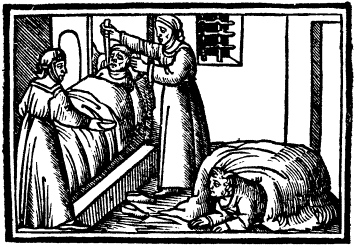
Méroé et sa sœur Panthia poignardent Socrate tandis qu'Aristomène se cache sous un drap, 1537, gravure sur bois

Elle fait cette opération à l'aide d'une éponge et d'une incantation. Aristomène raconte :

« Ce n'est pas tout. Pour ne rien omettre, sans doute, des rites d'un sacrifice, la tendre Méroé enfonce sa main dans la plaie, et, fouillant jusqu'aux viscères de la victime, en retire le cœur de mon malheureux camarade. Le coup lui avait tranché la gorge, et sa voix, ou plutôt un râle inarticulé, se faisait jour, avec l'air des poumons, au travers de l'horrible blessure. Panthia en boucha l'orifice avec l'éponge : Éponge, ma mie, disait-elle, enfant de la mer, garde-toi de l'eau douce.(Traduction Désiré Nisard, 1860). »

Avec sa sœur, elles quittent ensuite les lieux et elles bloquent les portes magiquement de façon à empêcher Aristomène de sortir.